# Vincent Trocheck
Vincent Trocheck (né le 11 juillet 1993 à Pittsburgh dans l'État de Pennsylvanie aux États-Unis) est un joueur professionnel américain de hockey sur glace. Il évolue au poste d'ailier.

## Biographie

### Carrière en club
Trocheck commence son hockey junior en 2009 avec le Spirit de Saginaw dans la Ligue de hockey de l'Ontario. Il est choisi au troisième tour, en soixante-quatrième position par les Panthers de la Floride lors du repêchage d'entrée dans la LNH 2011. Il est nommé capitaine du Spirit en 2012-2013 avant d'être échangé aux Whalers de Plymouth.
Il passe professionnel en 2013 avec le Rampage de San Antonio, club ferme des Panthers dans la Ligue américaine de hockey. Le 7 mars 2014, il joue son premier match dans la Ligue nationale de hockey avec les Panthers face aux Sabres de Buffalo. Il marque son premier but le 14 mars 2014 face aux Devils du New Jersey.
Le 24 février 2020, il est échangé aux Hurricanes de la Caroline en retour des attaquants Erik Haula, Lucas Wallmark, Eetu Luostarinen et le défenseur Chase Priskie.

### Carrière internationale
Il représente les États-Unis au niveau international. Il prend part aux sélections jeunes.

## Trophées et honneurs personnels

### Ligue de hockey de l'Ontario
- 2012-2013 : 
  - remporte le trophée Red-Tilson
  - remporte le trophée Eddie-Powers
  - nommé dans la première équipe d'étoiles
  - termine avec le meilleur différentiel +/-

### Ligue nationale de hockey
- 2016-2017 : participe au 62e Match des étoiles
- 2023-2024 : participe au 68e Match des étoiles

## Statistiques

### En club
| Saison     | Équipe                    | Ligue      |     | Saison régulière | Saison régulière | Saison régulière | Saison régulière | Saison régulière |    | Séries éliminatoires | Séries éliminatoires | Séries éliminatoires | Séries éliminatoires | Séries éliminatoires |
| Saison     | Équipe                    | Ligue      | PJ  | B                | A                | Pts              | Pun              | PJ               | B  | A                    | Pts                  | Pun                  |                      |                      |
| 2009-2010  | Spirit de Saginaw         | LHO        | 68  | 15               | 28               | 43               | 56               | 6                | 2  | 2                    | 4                    | 2                    |                      |                      |
| 2010-2011  | Spirit de Saginaw         | LHO        | 68  | 26               | 36               | 62               | 60               | 12               | 6  | 5                    | 11                   | 4                    |                      |                      |
| 2011-2012  | Spirit de Saginaw         | LHO        | 65  | 29               | 56               | 85               | 65               | 12               | 5  | 6                    | 14                   | 10                   |                      |                      |
| 2012-2013  | Spirit de Saginaw         | LHO        | 35  | 24               | 26               | 50               | 34               | -                | -  | -                    | -                    | -                    |                      |                      |
| 2012-2013  | Whalers de Plymouth       | LHO        | 28  | 26               | 33               | 59               | 24               | 15               | 10 | 14                   | 24                   | 8                    |                      |                      |
| 2013-2014  | Rampage de San Antonio    | LAH        | 55  | 16               | 26               | 42               | 32               | -                | -  | -                    | -                    | -                    |                      |                      |
| 2013-2014  | Panthers de la Floride    | LNH        | 20  | 5                | 3                | 8                | 6                | -                | -  | -                    | -                    | -                    |                      |                      |
| 2014-2015  | Rampage de San Antonio    | LAH        | 23  | 8                | 11               | 19               | 19               | 3                | 1  | 1                    | 2                    | 2                    |                      |                      |
| 2014-2015  | Panthers de la Floride    | LNH        | 50  | 7                | 15               | 22               | 24               | -                | -  | -                    | -                    | -                    |                      |                      |
| 2015-2016  | Panthers de la Floride    | LNH        | 76  | 25               | 28               | 53               | 44               | 2                | 0  | 1                    | 1                    | 0                    |                      |                      |
| 2016-2017  | Panthers de la Floride    | LNH        | 82  | 23               | 31               | 54               | 43               | -                | -  | -                    | -                    | -                    |                      |                      |
| 2017-2018  | Panthers de la Floride    | LNH        | 82  | 31               | 44               | 75               | 54               | -                | -  | -                    | -                    | -                    |                      |                      |
| 2018-2019  | Panthers de la Floride    | LNH        | 55  | 10               | 24               | 34               | 54               | -                | -  | -                    | -                    | -                    |                      |                      |
| 2019-2020  | Panthers de la Floride    | LNH        | 55  | 10               | 26               | 36               | 33               | -                | -  | -                    | -                    | -                    |                      |                      |
| 2019-2020  | Hurricanes de la Caroline | LNH        | 7   | 1                | 1                | 2                | 16               | 8                | 0  | 2                    | 2                    | 4                    |                      |                      |
| 2020-2021  | Hurricanes de la Caroline | LNH        | 47  | 17               | 26               | 43               | 20               | 9                | 2  | 1                    | 3                    | 4                    |                      |                      |
| 2021-2022  | Hurricanes de la Caroline | LNH        | 81  | 21               | 30               | 51               | 78               | 14               | 6  | 4                    | 10                   | 10                   |                      |                      |
| 2022-2023  | Rangers de New York       | LNH        | 82  | 22               | 42               | 64               | 58               | 7                | 1  | 0                    | 1                    | 14                   |                      |                      |
| 2023-2024  | Rangers de New York       | LNH        | 82  | 25               | 52               | 77               | 55               | 16               | 8  | 12                   | 20                   | 10                   |                      |                      |
| Totaux LNH | Totaux LNH                | Totaux LNH | 719 | 197              | 322              | 519              | 485              | 56               | 17 | 20                   | 37                   | 42                   |                      |                      |

### En équipe nationale
| Année | Équipe                   | Compétition                 |   | PJ | B | A  | Pts | Pun | +/-             |  | Résultat |
| 2013  | États-Unis junior        | Championnat du monde junior | 7 | 3  | 3 | 10 | 6   | +5  | Médaille d'or   |  |          |
| 2014  | États-Unis               | Championnat du monde        | 7 | 0  | 0 | 0  | 4   | -1  | Sixième place   |  |          |
| 2016  | Amérique du Nord -24 ans | Coupe du monde              | 3 | 1  | 0 | 1  | 2   | 0   | Cinquième place |  |          |
| 2025  | États-Unis               | Confrontation des 4 nations | 4 | 0  | 0 | 0  | 4   | -1  | Finalistes      |  |          |